# Gissac
Gissac település Franciaországban, Aveyron megyében. Lakosainak száma 96 fő (2022. január 1.). Gissac Camarès, Montlaur, Saint-Affrique, Saint-Félix-de-Sorgues, Sylvanès, Vabres-l’Abbaye és Versols-et-Lapeyre községekkel határos.

## Népesség
A település népessége az elmúlt években az alábbi módon változott:
| Lakosok száma | 146  | 152  | 139  | 110  | 106  | 106  | 103  | 99   | 98   | 96   |
|               | 1968 | 1982 | 1990 | 2006 | 2013 | 2015 | 2017 | 2019 | 2020 | 2022 |